# Liste der Kulturdenkmale in Chemnitz-Markersdorf
In der Liste der Kulturdenkmale in Chemnitz-Markersdorf sind die Kulturdenkmale des Chemnitzer Stadtteils Markersdorf verzeichnet, die bis April 2022 vom Landesamt für Denkmalpflege Sachsen erfasst wurden (ohne archäologische Kulturdenkmale). Die Anmerkungen sind zu beachten.
Diese Aufzählung ist eine Teilmenge der Liste der Kulturdenkmale in Chemnitz.

## Liste der Kulturdenkmale in Chemnitz-Markersdorf
| Bild           | Bezeichnung                                                                                                 | Lage                            | Datierung                                                  | Beschreibung | ID       |
| -------------- | --- | ------------------------------- | ---------------------------------------------------------- | --- | -------- |
|                | Villenartiges Wohnhaus                                                                                      | Markersdorfer Straße 74 (Karte) | Um 1900                                                    | Qualitätvolles gründerzeitliches Wohnhaus mit klar strukturiertem, symmetrischem Fassadenaufbau und zurückhaltendem, aber repräsentativem Dekor in klassizisierenden Formen, baugeschichtlich von Bedeutung | 09203976 |
|                | Wohnhaus, ehemalige Schule Markersdorf                                                                      | Markersdorfer Straße 80 (Karte) | 1836/1837                                                  | Schlichtes Schulgebäude mit Porphyrtuffgewänden und Krüppelwalmdach, ortsgeschichtlich bedeutend als erste Schule des Dorfes im Zusammenhang mit den ebenfalls noch erhaltenen Schulgebäuden späterer Zeit auf der gegenüberliegenden Straßenseite, geringer Veränderungsgrad, baugeschichtlich von Bedeutung | 09204000 |
| Weitere Bilder | Ehemaliges Rathaus in Ecklage, heute Mietshaus                                                              | Markersdorfer Straße 89 (Karte) | Um 1909                                                    | Zeittypischer gründerzeitlicher Putzbau von regionalhistorischer Bedeutung. Schlichter zweigeschossiger Bau. Ecke turmartig überhöht mit Pyramidenhelm, Erdgeschoss Rundbogenfenster, Obergeschoss Rechteckfenster, alle mit Werksteineinfassungen, repräsentativer Haupteingang (vermutlich ursprünglich Zugang zu Büroräumen des Rathauses) mit Freitreppe, diese mit massivem Treppengeländer (Sandstein), Haupteingang von Säulen flankiert, originale Kastenfenster mit gesprossten Oberlichtern zum Zeitpunkt der Erfassung vorhanden, Fensterläden mit Lamellen, Mansarddach mit Schleppgauben. Im Inneren originale Zimmer- und Wohnungstüren, Fliesen, Treppengeländer aus Schmiedeeisen. Der Denkmalwert ergibt sich aus der orts- und baugeschichtlichen Bedeutung auf Grund des authentischen Bauzustandes und der Nutzungsgeschichte. | 09247871 |
|                | Wohnhaus | Markersdorfer Straße 90 (Karte) | 3. Viertel 19. Jahrhundert                                 | Stattliches Wohnhaus mit unter Verkleidung erhaltenem Fachwerk im Obergeschoss, geringer Veränderungsgrad, Zeuge der ursprünglich ländlich geprägten Bebauung des Waldhufendorfes, baugeschichtlich von Bedeutung | 09204012 |
| Weitere Bilder | Schulgebäude mit Eingangsturm und angegliedertem Turnhallentrakt (ehemalige Prof.-Reinhold-Dahlmann-Schule) | Markersdorfer Straße 91 (Karte) | 1882 (Kern des straßenseitigen Traktes); 1927–1929 (Anbau) | Hufeisenförmig angelegter Schulkomplex aus Altbau an der Markersdorfer Straße, Erweiterungstrakt an der Max-Müller-Straße mit markantem Eingangsturm und Turnhallen- und Badetrakt entlang der Meinersdorfer Straße (Architekt: Stadtbaurat Fred Otto), sachlich-strenge Fassadengestaltung traditionalistischer Art, ursprüngliche Gestalt innen und außen ablesbar, insbesondere innen zahlreiche Details erhalten, Gebäude ist orts- und sozialgeschichtlich von Interesse aufgrund der ursprünglich öffentlich zugänglichen Brausebäder im Erdgeschoss des Turnhallentraktes, darüber hinaus dokumentiert es zusammen mit dem an der gegenüberliegenden Straßenseite erhaltenen ersten Schulgebäude von Markersdorf die schulgeschichtliche Entwicklung des Dorfes in selten kompakter Weise                                                   | 09204167 |
|                | Häuslerhaus                                                                                                 | Meinersdorfer Straße 4 (Karte)  | Bezeichnet mit 1851                                        | Häuslerhaus mit Fachwerkobergeschoss, geringer Veränderungsgrad, baugeschichtlich von Bedeutung | 09204052 |
|                | Häuslerhaus mit seitlichem Schuppen                                                                         | Wasserstraße 4 (Karte)          | 1. Drittel 19. Jahrhundert                                 | Wohnstallhaus mit verkleidetem bzw. verputztem Fachwerkobergeschoss, geringer Veränderungsgrad, bemerkenswert auch aufgrund der Zuordnung zum straßenbegleitenden Graben, baugeschichtlich von Bedeutung | 09204223 |
|                | Häuslerhaus und Scheune                                                                                     | Wasserstraße 8 (Karte)          | 1. Drittel 19. Jahrhundert                                 | Wohnhaus mit Fachwerkobergeschoss unter dekorativ gestalteter Schieferverkleidung, geringer Veränderungsgrad, kleine massive Scheune, baugeschichtlich von Bedeutung | 09204231 |
|                | Häuslerhaus mit Anbau                                                                                       | Wasserstraße 12 (Karte)         | 2. Drittel 19. Jahrhundert                                 | Ländliches Wohnhaus mit historischem Anbau, Fachwerkobergeschoss unter Bekleidung erhalten, geringer Veränderungsgrad, baugeschichtlich von Bedeutung | 09204246 |

## Ehemaliges Denkmal
| Bild                                    | Bezeichnung | Lage                            | Datierung | Beschreibung                                              | ID |
| --------------------------------------- | ----------- | ------------------------------- | --------- | --------------------------------------------------------- | -- |
| Direkt Bild zu diesem Denkmal hochladen | Wohnhaus    | Meinersdorfer Straße 13 (Karte) |           | Abgerissen vor 2001, Streichung aus der Denkmalliste 2010 |    |

## Tabellenlegende
- Bild: Bild des Kulturdenkmals, ggf. zusätzlich mit einem Link zu weiteren Fotos des Kulturdenkmals im Medienarchiv Wikimedia Commons. Wenn man auf das Kamerasymbol klickt, können Fotos zu Kulturdenkmalen aus dieser Liste hochgeladen werden:
- Bezeichnung: Denkmalgeschützte Objekte und ggf. Bauwerksname des Kulturdenkmals
- Lage: Straßenname und Hausnummer oder Flurstücknummer des Kulturdenkmals. Die Grundsortierung der Liste erfolgt nach dieser Adresse. Der Link (Karte) führt zu verschiedenen Kartendiensten mit der Position des Kulturdenkmals. Fehlt dieser Link, wurden die Koordinaten noch nicht eingetragen. Sind diese bekannt, können sie über ein Tool mit einer Kartenansicht einfach nachgetragen werden. In dieser Kartenansicht sind Kulturdenkmale ohne Koordinaten mit einem roten bzw. orangen Marker dargestellt und können durch Verschieben auf die richtige Position in der Karte mit Koordinaten versehen werden. Kulturdenkmale ohne Bild sind an einem blauen bzw. roten Marker erkennbar.
- Datierung: Baubeginn, Fertigstellung, Datum der Erstnennung oder grobe zeitliche Einordnung entsprechend des Eintrags in der sächsischen Denkmaldatenbank
- Beschreibung: Kurzcharakteristik des Kulturdenkmals entsprechend des Eintrags in der sächsischen Denkmaldatenbank, ggf. ergänzt durch die dort nur selten veröffentlichten Erfassungstexte oder zusätzliche Informationen
- ID: Vom Landesamt für Denkmalpflege Sachsen vergebene, das Kulturdenkmal eindeutig identifizierende Objekt-Nummer. Der Link führt zum PDF-Denkmaldokument des Landesamtes für Denkmalpflege Sachsen. Bei ehemaligen Kulturdenkmalen können die Objektnummern unbekannt sein und deshalb fehlen bzw. die Links von aus der Datenbank entfernten Objektnummern ins Leere führen. Ein ggf. vorhandenes Icon  führt zu den Angaben des Kulturdenkmals bei Wikidata.